# Passage Dudouy
Le passage Dudouy est une voie du 11e arrondissement de Paris, en France.

## Situation et accès
Le passage Dudouy est situé dans le 11e arrondissement de Paris. Il débute au 48, rue Saint-Maur et se termine au 59, rue Servan.

## Origine du nom
Elle doit son nom à celui d'un ancien propriétaire local.

## Historique
Ce passage porte sa dénomination depuis 1895.